# Emile Ford
Pour les articles homonymes, voir Ford (homonymie).
Emile Ford, de son vrai nom Emile Sweetman, est un chanteur de rock anglais, né le 16 octobre 1937 à Castries, dans l'île de Sainte-Lucie, aux Caraïbes, alors possession britannique, et mort le 11 avril 2016 à Londres. Il est très populaire en Grande-Bretagne à la fin des années 1950 et au début des années 1960.

## Biographie
Arrivé en Angleterre en janvier 1955, Emile Ford commence à chanter dans les clubs, les bals et les bars. Il forme un groupe pour l'accompagner, The Checkmates, dans lequel figurent ses deux frères.
Il apparaît à la télévision dans Oh Boy, la célèbre émission de Jack Good. Il enregistre son premier disque en 1959 chez Pye Records. Son premier succès est Want do you want make those eyes at me for (décembre 1959), classé no 1 au hit-parade, qu'il vend à un million d'exemplaires. Il est le premier chanteur noir à être populaire en Grande-Bretagne.
Emile Ford obtient un deuxième succès en 1960 avec On a Slow boat to China, qui sera no 2 au hit-parade. En 1961, il passe chez Piccadilly Records. Il se produit notamment au Canada, en Afrique du Sud, en Australie et en Nouvelle-Zélande. Il chante en France, en 1961, inscrit au programme du Premier festival international de rock, au Palais des sports de Paris.

## Discographie
- Counting Teardrops, Castle Communications, 2001